# Killer (Alice Cooper)
| Recensione                | Giudizio       |
| ------------------------- | -------------- |
| Rolling Stone Album Guide | [ 1 ]          |
| Ondarock                  | Pietra Miliare |

Killer è il quarto album degli Alice Cooper. Viene pubblicato il 27 novembre 1971 dalla Warner Bros. Records.

## Tracce
1. Under My Wheels (Michael Bruce, Dennis Dunaway, Bob Ezrin) - 2:51
2. Be My Lover (Bruce) - 3:21
3. Halo of Flies (Alice Cooper, Glen Buxton, Bruce, Dunaway, Neal Smith) - 8:22
4. Desperado (Cooper, Bruce) - 3:30
5. You Drive Me Nervous (Cooper, Bruce, Ezrin) - 2:28
6. Yeah, Yeah, Yeah (Cooper, Bruce) - 3:39
7. Dead Babies (Cooper, Buxton, Bruce, Dunaway, Smith) - 5:44
8. Killer (Bruce, Dunaway) - 6:57

## Singoli
- 1971: Under My Wheels
- 1972: Be My Lover
- 1973: Halo of Flies

## Formazione
- Alice Cooper - voce, armonica a bocca
- Glen Buxton - chitarra
- Michael Bruce - chitarra, pianoforte, organo
- Dennis Dunaway - basso
- Neal Smith - batteria
- Bob Ezrin - tastiere, minimoog
- Rick Derringer - chitarra in Under My Wheels e Yeah Yeah Yeah

## Classifiche
Album - Billboard 200 (Nord America)
| Anno | Classifica    | Posizione |
| ---- | ------------- | --------- |
| 1972 | Billboard 200 | 21        |